# Championnat de Roumanie de football 1957-1958
Navigation
Saison précédente Saison suivante
La saison 1957-1958 du Championnat de Roumanie de football était la 40e édition de la première division roumaine. Le championnat rassemble les 12 meilleures équipes du pays au sein d'une poule unique, où chaque club rencontre tous ses adversaires deux fois, à domicile et à l'extérieur. Le club vainqueur du championnat se qualifie pour la Coupe d'Europe des clubs champions.
C'est le club du FC Petrolul Ploiești qui termine en tête du championnat et qui remporte le 2e titre de champion de Roumanie de son histoire, le premier ayant été obtenu en 1930 lorsque le club portait le nom du Juventus FC Bucarest.

## Les 12 clubs participants
À la suite de la fusion entre les deux clubs de Brașov, le Dinamo et le FC Brașov pour donner naissance au nouveau club d'Energia Brașov, une place se libère en première division. C'est le Dinamo Cluj qui est repêché et qui peut participer au championnat.
| - Dinamo Bucarest - Dinamo Cluj - Repêché de Divizia B - FC Petrolul Ploiești (anc. Flacăra Ploiești) - CCA Bucarest - FC Progresul Bucarest - Energia Brașov (né de la fusion entre le Dinamo Brașov et le FC Brașov) | - Flamura Roșie Arad - Știința Timișoara - Progresul IC Oradea - Locomotiva Bucarest - Minerul Petroșani - Energia Târgu Mureș - Promu de Divizia B |

## Compétition

### Classement
Le classement est établi en utilisant le barème suivant :
- Victoire : 2 points
- Match nul : 1 point
- Défaite, forfait ou abandon : 0 point

| Rang | Équipe                  | Pts | J  | G  | N | P  | Bp | Bc | Diff |
| ---- | ----------------------- | --- | -- | -- | - | -- | -- | -- | ---- |
| 1    | Petrolul Ploiești       | 27  | 22 | 12 | 3 | 7  | 36 | 22 | +14  |
| 2    | CCA Bucarest (T)        | 27  | 22 | 11 | 5 | 6  | 41 | 27 | +14  |
| 3    | Știința Timișoara (C)   | 27  | 22 | 11 | 5 | 6  | 49 | 38 | +11  |
| 4    | Progresul Bucarest      | 26  | 22 | 13 | 0 | 9  | 55 | 31 | +24  |
| 5    | Minerul Petroșani       | 26  | 22 | 11 | 4 | 7  | 27 | 19 | +8   |
| 6    | Dinamo Bucarest         | 24  | 22 | 10 | 4 | 8  | 33 | 26 | +7   |
| 7    | Energia Brașov          | 23  | 22 | 9  | 5 | 8  | 37 | 33 | +4   |
| 8    | Locomotiva Bucarest     | 22  | 22 | 9  | 4 | 9  | 25 | 25 | 0    |
| 9    | Dinamo Cluj (P)         | 20  | 22 | 9  | 2 | 11 | 34 | 41 | -7   |
| 10   | Flamura Roșie Arad      | 20  | 22 | 7  | 6 | 9  | 30 | 47 | -17  |
| 11   | Energia Târgu Mureș (P) | 17  | 22 | 7  | 3 | 12 | 23 | 42 | -19  |
| 12   | Progresul IC Oradea     | 5   | 22 | 1  | 3 | 18 | 16 | 55 | -39  |

|  | Qualifié pour la Coupe des clubs champions 1958-1959 |
|  | Qualifié pour la Coupe Mitropa 1958                  |
|  | Relégation en Divizia B                              |

## Bilan de la saison
| Tableau d'Honneur                   |                      |
| Compétition                         | Vainqueur            |
| Championnat de Roumanie de football | FC Petrolul Ploiești |
| Coupe de Roumanie de football       | Știința Timișoara    |

| Promotions et relégations |                                         |
| Promus en Divizia A       | Știința Cluj Farul Constanța            |
| Relégués en Divizia B     | Energia Târgu Mureș Progresul IC Oradea |